# El mitjà és el missatge
“El mitjà és el missatge” és una frase encunyada per Marshall McLuhan que significa que la forma d'un mitjà s'incrusta en qualsevol missatge que transmeti o transporti, creant una relació simbiòtica en la qual el mitjà influeix en com es percep el missatge.

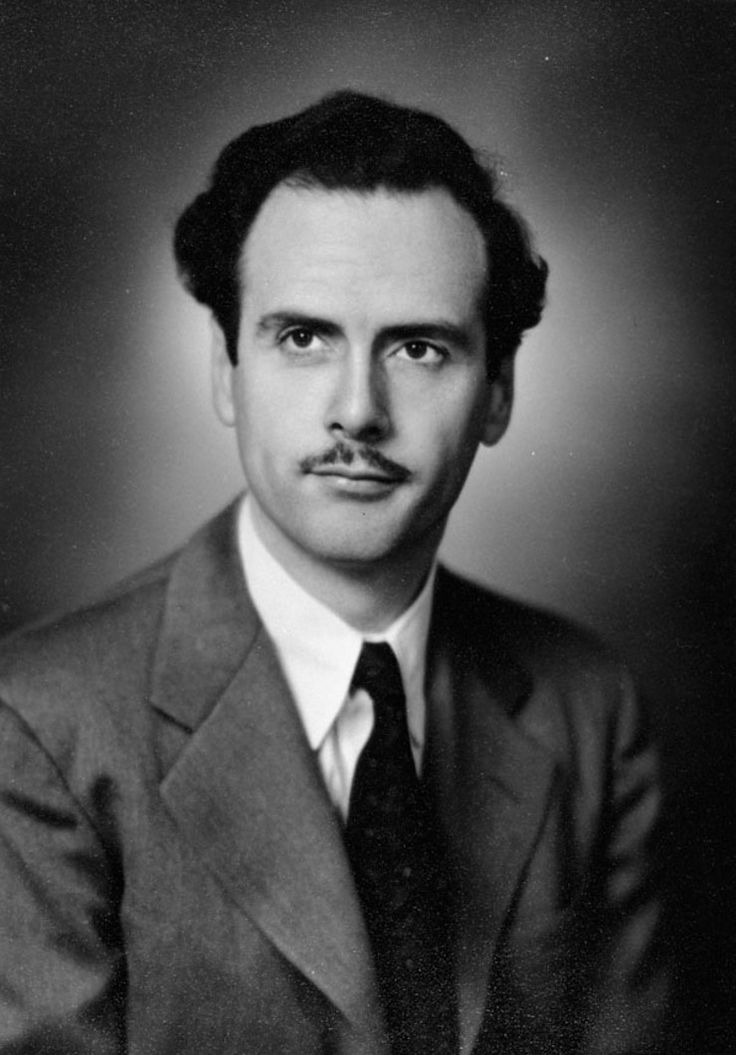
La frase va ser introduïda per Marshall McLuhan

## Publicacions
La frase va ser introduïda per McLuhan en el seu llibre Understanding Media: The Extensions of Man (Comprendre els mitjans de comunicació: Les extensions de l'ésser humà), publicat al 1964. McLuhan va proposar que un mitjà en si mateix, no el contingut que transporta, ha de ser el focus d'estudi. McLuhan va assenyalar que un mitjà afecta a la societat en què desenvolupa un paper, no només pel contingut que posseeix, sinó també per les característiques del mitjà en si.
McLuhan jugava amb freqüència amb la paraula «message» (missatge), canviant-la per «mass age» (edat massiva), «mess age» (edat del desastre) i «massage» (massatge). Un llibre posterior, The Medium Is the Massage va ser originalment titulat com The Medium is the Message, però McLuhan va preferir el nou títol, que es diu que va ser un error d'impressió.
Pel que fa al títol del llibre, McLuhan va escriure que «El títol “El mitjà és el massatge” és un teaser —una forma de cridar l'atenció. El títol pretén cridar l'atenció sobre el fet que un mitjà no és una cosa neutral —sinó que fa alguna cosa a les persones. S'apodera d'ells. Els frega, els fa massatges i els colpeja, quiroprácticamente, per dir-ho així, i el procés general que una nova societat obté d'un mitjà, especialment un mitjà nou, és el que es pretén en aquest títol".

## Conceptes clau
Per McLuhan, és el mitjà en si mateix “el que modela i controla l'escala i forma de les associacions i treball humans.” Prenent la pel·lícula com a exemple, va argumentar que la forma en què aquest mitjà jugava amb les concepcions de la velocitat i el temps, transformava “el món de la seqüència i les connexions al món de la configuració i estructura creativa”. Per tant, el “missatge del mitjà de les pel·lícules és un de transició des de les connexions lineals a les configuracions.”
En estendre l'argument per entendre el mitjà com el missatge en si mateix, McLuhan va proposar que “el «contingut» de tot mitjà és un altre mitjà.” Per tant, la parla és el contingut de l'escriptura, el “contingut de l'escriptura és el discurs, de la mateixa manera que el contingut de la impremta és la paraula escrita, i la impremta, el del telègraf.”
McLuhan va entendre al «mitjà» en un sentit ampli. Ell va identificar a la bombeta com una clara demostració del concepte de «el mitjà és el missatge». Una bombeta no té contingut en la forma en què un diari té articles o la televisió té programes, no obstant això, és un mitjà que té un efecte social; és a dir, una bombeta de llum permet a les persones crear espais durant la nit que d'una altra manera estarien envoltats per la foscor. Descriu a la bombeta com un mitjà sense cap contingut. McLuhan afirma que la “llum elèctrica és informació pura. És un mitjà sense missatge”.
De la mateixa manera, el missatge d'un noticiari sobre un crim atroç pot ser menys sobre la història de les notícies individuals en sí —el contingut—, i més sobre el canvi en l'actitud pública cap al crim que el noticiari planteja pel fet que tals crims s'estan portant a la llar per ser vists durant el sopar.
Per tant, a Understanding Media, McLuhan descriu el «contingut» d'un mitjà com un sucós tros de carn portat pel lladre per distreure al gos guardià de la ment. Això significa que les persones tendeixen a centrar-se en allò obvi, que és el contingut, que ens brinda informació valuosa, però en el procés, perden en gran manera els canvis estructurals en els seus assumptes que són introduïts de manera subtil o durant llargs períodes. A mesura que els valors, les normes i les formes de fer les coses de la societat canvien a causa de la tecnologia, és llavors que les persones se n'adonen de les implicacions socials del mitjà. Aquests van des de qüestions culturals o religioses i precedents històrics, a través de la interacció amb les condicions existents, fins als efectes secundaris o terciaris en una cascada d'interaccions de les quals no són conscients.
Sobre el tema de la història de l'art, McLuhan va interpretar que el cubisme anunciava clarament que el mitjà és el missatge. Per a ell, l'art cubista, “en rendir en dues dimensions tot el de dins, fora, a dalt, a baix, davant, darrere i tota la resta, abandona la il·lusió de la perspectiva per una percepció sensorial instantània del conjunt.” En altres paraules, amb el cubisme no es pot preguntar de què es tracta l'obra d'art (contingut), sinó considerar-la íntegrament, en la seva totalitat.